# Јанко Шафарик
Јанко Шафарик (слч. Janko Šafarík; Кишкереш, 14. новембар 1814 — Београд, 18. јул 1876) био је српски научник, лекар, нумизматичар, музеолог и библиотекар.
По народности је био Словак, рођен у мађарском месту Кишкереш у пештанској жупанији. Велики део свог живота провео је радећи у Србији.

## Младост и школовање
Његова отац Јан, био је богати земљопоседник и рођак чувеног слависте Павла Јосифа Шафарика. Мајка Зузана је била кћи евангелистичког свештеника, проповедника и словачког књижевника Мартина Лаучека Галика.
Основну школу Јанко је учио у родном месту, а 1821. године одлази у Нови Сад, где му је стриц Павле био директор и професор српске гимназије. Ту је завршио немачку школу и гимназију.
Након завршетка гимназије, 1829. године, одлази у Пожун (данас Братислава), где је почео да студира филозофију и право. Три године касније, напушта те студије и одлази у Пешту, где уписује медицински факултет, а 1834. године одлази у Беч, где 1837. године завршава медицину; дана 21. јула 1838. године постаје Јанко Шафарик доктор медицинских наука.
По вероисповести је био евангелиста.

## Каријера
Након докторирања, одлази у Праг, где се бавио археологијом и славистичким студијама. Године 1840. поново долази у Нови Сад, где постаје градски лекар, а тада почиње и његова сарадња са Летописом Матице српске. У Новом Саду остаје до 1843. године, када прелази у Београд, где добија посао професора физике на београдском лицеју. Године 1847. он ће ту у Лицеју започети прва предавања из историје и словенске књижевности. Професор Шафарик је 1847. године изабран од стране кнеза Александра за члана "Одбора народног просвештенија". То су били почеци организовања будућег Просветног савета, највише просветне институције. Изабран је 1850. године за члана Школске комисије. Шафарик је у Београду око 1870. године активан у Општинском одбору града.
Поштени, способни, пожртвовани и одани Словак иако лекар, учинио је много за Србе, за њихову културу и идентитет. Пресудно је утицао на формирање важних националних културних институција и установа.
Постао је члан и један од обновитеља Друштва србске словесности у Београду. Године 1862. Јанко је потпредседник Друштва, а 1866. године се јавља као његов секретар и касир. Као управник Народне библиотеке, изабран је Шафарик напокон 1869. године, за председника Српског ученог друштва. У стручном друштвеном часопису "Гласнику друштва српске словесности" Шафарик ће објавити много стручних чланака. Од почетка рада Југословенске академије у Загребу, од јула 1867. године, др Јанко Шафарик је њен дописни члан.
Српско учено друштво је још 1844. године основало Народни музеј. У склопу активности друштва Јанко обилази Србију, и скупља старе предмете музејске и историјске вредности. Од 29. јула до 5. септембра 1846. године обилази велики део Србије: Шабац, Обреновац, Ваљево, Лозницу, Чачак, Карановац, Жичу, Студеницу, Љубостињу, Крушевац, Раваницу, Манасију, Пожаревац, Смедерево и друге српске градове. Шафарик је био "први уређивач" тог српског музеја. Од 1848. до 1870. године је управљао првом музејском збирком у Србији. У јуну 1861. године је напустио професорску службу, па је постао руководилац (или како се тада говорило - "чувар музеја") Народног музеја. Свестраног Јанка сматрају упућени за "првог српског нумизматичара", јер је у "Гласнику друштва српске словесности", већ у трећој свесци написао први у низу чланака. Био је то његов пионирски те врсте рад по насловом: „Описаније свију до сад познатих српских новаца”.
По одласку Ђуре Даничића, Шафарик постаје и библиотекар (управник) Народне библиотеке у Београду (1861—1869).. Руководио се начелима модерног библиотекарства и два пута је померао библиотеку, тражећи јој прикладније место. Тако је прво пренео исту из "тобџијске касарне" у зграду (у улици Краљице Наталије) која ће доцније послужити за смештај Више женске школе. Друга селидба из 1863. године је донела књижно благо Србије, у Капетан Мишино здање, где ће остати до почетка Првог светског рата 1914. године.
Јанко Шафарик је 1870-1875. године био члан Државног савета Кнежевине Србије. Одликован је руским орденом Свете Ане другог степена и пруским орденом Краљевске круне другог реда.
У Београду му се 1846. године родио син Павле Шафарик (1846—1902), почасни српски генерал и државни саветник.
Јанко Шафарик иако "главни" библиотекар, учествује у привредним активностима државе. Он је 1869. године члан помагач "Друштва за пољску привреду". На свом имању примењује модерне методе обраде и узгоја биљних култура. Српско пољопривредно друштво је Јанку 1875. године доделило похвалницу за успешни узгој воћа и грожђа.
Био је један од 4 оснивача удружења београдских Чеха „Чешка беседа” (1869).
Постоји награда „Јанко Шафарик” која се додељује на Дан Народне библиотеке Србије 28. фебруара.
Сахрањен је на Новом гробљу у Београду.